# Бахарь, Алексей Александрович
Алексей Александрович Бахарь (13 апреля 1928, Алгаштык, Сибирский край — 17 ноября 1979, Москва) — советский актёр театра и кино.

## Биография
С 1950 по 1954 год — студент ВГИКа, где его преподавателем становится сначала педагог, театральный режиссёр и актёр театра и кино Василий Ванин, а затем, после смерти Ванина в 1951 году, учится у Владимира Белокурова. С 1954 года, по окончании института, поступает в Театр-студию киноактёра.
Кинорежиссёры чаще всего использовали специфическую, фактурную внешность Бахаря для создания им образа отрицательного героя. Таким можно увидеть его в фильмах : «Голубая стрела», где Алексей сыграл иностранного диверсанта, в фильме «Повесть о первой любви», где Бахарь играет роль учителя физкультуры и пытается ухаживать за понравившейся ученицей.
Вместе с тем, были у актёра и положительные роли, такие как: лейтенант в фильме «Мы с вами где-то встречались», шофёр в фильме «Баллада о солдате», начальник цеха в картине «Семь нянек».
Скончался актёр 17 ноября 1979 года в Москве. Похоронен в столице, на Хованском кладбище.

## Личная жизнь
Был женат на заслуженной артистке ДАССР, актрисе Кумыкского музыкально-драматического театра им. Алим Паши Салаватова Патимат Адильхановне Асельдеровой (1923—2014). Сын — Ата Алексеевич Асельдеров (род. 1950). Внуки: Дмитрий Атаевич Асельдеров (род. 1979) — журналист, телережиссёр, редактор РГВК «Дагестан», Асельдер Атаевич Асельдеров (род. 1979) — предприниматель.

## Фильмография
- 1978 — Особых примет нет — офицер
- 1978 — Конец императора тайги — Макар, белый офицер
- 1977 — Хочу быть министром
- 1977 — Солдат и слон — председатель колхоза
- 1976 — Трын-трава — колхозник
- 1976 — Дни хирурга Мишкина — начальник техники безопасности стройки
- 1976 — …И другие официальные лица
- 1975 — Ярослав Домбровский
- 1975 — На ясный огонь — офицер-белогвардеец
- 1975 — Алмазы для Марии — бригадир
- 1974 — Невеста с Севера — гость на свадьбе
- 1974 — Любовь земная — сотрудник НКВД
- 1973 — Райские яблочки — эпизод
- 1973 — Мачеха — Лёша
- 1973 — Калина красная — гость на «празднике жизни»
- 1973 — За час до рассвета — капитан Заржецкий
- 1973 — Бесстрашный атаман — казак-спорщик
- 1972 — Последний гайдук — офицер, бывший командир Котовского
- 1971—1973 — Тени исчезают в полдень (сериал) — белый офицер
- 1971 — Седьмое небо — Шульгин, инженер
- 1970 — Опекун — милиционер, капитан
- 1970 — О друзьях-товарищах (ТВ) — Клычков, заговорщик
- 1970 — И был вечер, и было утро… — матрос
- 1970 — В Москве, проездом… — грузчик
- 1969 — Взрыв после полуночи — фон Розен
- 1968 — По Руси — казак
- 1968 — Новые приключения неуловимых — поручик
- 1967 — Сильные духом — лейтенант Дунаев
- 1967 — Путь в «Сатурн» — мужчина у военкомата
- 1966 — Королевская регата — пилот
- 1965—1967 — Война и мир — русский солдат
- 1965 — Чрезвычайное поручение — анархист/член собрания
- 1965 — Совесть
- 1965 — Пакет (ТВ) — белый казак
- 1965 — Мы, русский народ — Вася, солдат, умерший от ран
- 1965 — Здравствуй, это я! — отчим Тани
- 1965 — Арбузный рейс (короткометражный) — буровик
- 1964 — Пядь земли — Генералов, командир отделения разведки
- 1964 — Дочь Стратиона — Павло
- 1963 — Штрафной удар — хоккейный тренер
- 1963 — При исполнении служебных обязанностей — лётчик
- 1963 — Оптимистическая трагедия — матрос
- 1962 — Увольнение на берег — шофёр грузовика, подвозил шкаф
- 1962 — Семь нянек — Гордеев, начальник цеха
- 1962 — Путь к причалу — лейтенант милиции, дежурный в вытрезвителе
- 1962 — Перекрёсток
- 1962 — Коллеги — шофёр
- 1961 — Нахалёнок — казак на собрании
- 1961 — Длинный день — лейтенант ГАИ
- 1961 — Две жизни — поручик
- 1960 — Ровесник века
- 1960 — Мичман Панин -
- 1960 — Из Лебяжьего сообщают — бригадир
- 1960 — В одном районе
- 1959 — Исправленному верить — шофёр такси
- 1959 — Баллада о солдате — шофёр, помог Васе и его жене
- 1958 — Сержанты — Мельников
- 1958 — Олеко Дундич — белый офицер
- 1958 — Голубая стрела — Карл, водолаз-диверсант
- 1957 — Повесть о первой любви — Яков Казачок, тренер спортивной школы
- 1957 — Матрос сошёл на берег — Иван Субботин
- 1957 — Лично известен — член боевого отряда
- 1956 — Они были первыми — механик Павлов, контра
- 1956 — Мы здесь живём — Овсянников
- 1955 — Сын — рабочий
- 1955 — Максим Перепелица — старший лейтенант Васин
- 1955 — Крушение эмирата — Семисов
- 1956 — Есть такой парень — Дарьин
- 1954 — Мы с вами где-то встречались — лейтенант, попутчик Ларисы
- 1954 — Морской охотник — матрос
- 1952 — Композитор Глинка — певчий
- 1950 — Донецкие шахтёры — шахтёр
- 1949 — Кубанские казаки — коневод / комбайнёр
- 1948 — Сталинградская битва — сержант
- 1948 — Путь славы
- 1948 — Мичурин — комдив
- 1947 — Сказание о земле Сибирской — Петруха, гармонист на пароме
- 1947 — Поезд идёт на восток — пассажир в вагоне-ресторане

## Озвучивание фильмов
- 1977 Бухта радости … Салех, роль Шахмара Алекперова
- 1971 Назови пароль! | There Grows a Green Pine in the Woods | U gori raste zelen bor (Югославия)
- 1960 Великолепная семёрка / Magnificent Seven, The … Britt